# Sophronica bipuncticollis
Sophronica bipuncticollis là một loài bọ cánh cứng trong họ Cerambycidae.